# Mario Pašalić
Pour les articles homonymes, voir Pašalić.
Ne doit pas être confondu avec le footballeur croate Marco Pašalić.
Mario Pašalić, né le 9 février 1995 à Mayence en Allemagne, est un footballeur international croate qui joue au poste de milieu de terrain à l'Atalanta Bergame.
Joueur très polyvalent doté d'un très gros volume de jeux et d'une bonne vista, il peut jouer a tous les postes du milieu de terrain, actuellement placé un peu plus haut sur le terrain en tant que relayeur ou milieu offensif il marque régulièrement et même depuis l'extérieur de la surface, faisant de lui un des milieux de terrain les plus complets de Série A.

## Biographie

### En club
Le 3 juillet 2015, il est prêté pour une année sans option d'achat à l'AS Monaco par Chelsea.
Lors du mercato estival de 2016, Pasalic rejoint l'AC Milan en prêt.
Lors de la Supercoupe d'Italie contre la Juventus FC, il marque le but de la victoire aux tirs au but et offre le trophée à Milan.
Le 2 août 2017, Pašalić est prêté pour une saison au Spartak Moscou. Il inscrit cinq buts en trente-deux matchs toutes compétitions confondues avec le club russe avant de retrouver Chelsea à l'issue de la saison.
Le 25 juillet 2018, Pašalić est prêté pour une saison à l'Atalanta Bergame. Il inscrit huit buts en quarante-deux matchs sous le maillot du club italien.
Le 3 juillet 2019, le milieu de terrain croate signe un nouveau contrat de trois ans avec Chelsea avant de retourner en prêt à l'Atalanta Bergame pour une seconde saison consécutive. 
Le 22 juin 2020, le club italien annonce avoir levé l'option d'achat pour Pašalić, qui rejoint définitivement l'Atalanta à l'issue de la saison 2019-2020. Le 14 juillet suivant, Pašalić réalise le premier triplé de sa carrière lors d'une rencontre de championnat face au Brescia Calcio. Il contribue ainsi à la large victoire de son équipe par six buts à deux. Il est le cinquième joueur croate à réaliser une telle performance dans le championnat italien. 

### En sélection
Mario Pašalić honore sa première sélection avec l'équipe nationale de Croatie le 4 septembre 2014, lors d'une rencontre face à Chypre. Il entre en jeu à la place de Luka Modrić lors de cette rencontre remportée par son équipe (2-0 score final).
Il est convoqué par Zlatko Dalić, le sélectionneur de l'équipe nationale de Croatie, dans la liste des 26 joueurs croates retenus pour participer à l'Euro 2020. Durant le 1/8e de finale, face à l'équipe d'Espagne, il inscrit le but égalisateur lors du temps additionnel permettant aux siens de rester en vie dans la rencontre. Toutefois, après prolongations, la Croatie sera éliminée de la compétition. 
Le 9 novembre 2022, il est sélectionné par Zlatko Dalić pour participer à la Coupe du monde 2022.
Le 20 mai 2024, il figure dans la liste des 26 joueurs croates retenus par Zlatko Dalić pour participer à l'Euro 2024. 

## Statistiques Détaillées
| Saison                | Club                    | Championnat           | Championnat | Championnat | Coupe nationale | Coupe nationale | Coupe de la Ligue | Coupe de la Ligue | Supercoupe | Supercoupe | Compétition(s) continentale(s) | Compétition(s) continentale(s) | Compétition(s) continentale(s) | Supercoupe d’Europe | Supercoupe d’Europe | Croatie | Croatie | Total | Total |
| Saison                | Club                    | Division              | M.          | B.          | M.              | B.              | M.                | B.                | M.         | B.         | Comp.                          | M.                             | B.                             | M.                  | B.                  | M.      | B.      | M.    | B.    |
| 2012-2013             | Hajduk Split            | Prva HNL              | 2           | 0           | -               | -               | -                 | -                 | -          | -          | -                              | -                              | -                              | -                   | -                   | -       | -       | 2     | 0     |
| 2013-2014             | Hajduk Split            | Prva HNL              | 30          | 11          | 3               | 0               | -                 | -                 | 1          | 0          | C3                             | 3                              | 0                              | -                   | -                   | -       | -       | 37    | 11    |
| Sous-total            | Sous-total              | Sous-total            | 32          | 11          | 3               | 0               | -                 | -                 | 1          | 0          | -                              | 3                              | 0                              | -                   | -                   | -       | -       | 39    | 11    |
| 2014-2015             | Elche CF (prêt)         | Liga BBVA             | 31          | 3           | 4               | 0               | -                 | -                 | -          | -          | -                              | -                              | -                              | -                   | -                   | 2       | 0       | 37    | 3     |
| 2015-2016             | AS Monaco FC (prêt)     | Ligue 1               | 16          | 3           | 3               | 2               | 1                 | 0                 | -          | -          | C1+C3                          | 4+5                            | 2+0                            | -                   | -                   | -       | -       | 29    | 7     |
| 2016-2017             | AC Milan (prêt)         | Serie A               | 24          | 5           | 2               | 0               | -                 | -                 | 1          | 0          | -                              | -                              | -                              | -                   | -                   | -       | -       | 27    | 5     |
| 2017-2018             | Spartak Moscou (prêt)   | Premier-Liga          | 21          | 4           | 4               | 1               | -                 | -                 | -          | -          | C1+C3                          | 6+1                            | 0+0                            | -                   | -                   | 5       | 0       | 37    | 5     |
| Sous-total            | Sous-total              | Sous-total            | 92          | 15          | 13              | 3               | 2                 | 1                 | 1          | 0          | -                              | 16                             | 2                              | -                   | -                   | 7       | 0       | 131   | 21    |
| 2018-2019             | Atalanta Bergame (prêt) | Serie A               | 33          | 5           | 5               | 2               | -                 | -                 | -          | -          | C3                             | 4                              | 1                              | -                   | -                   | 3       | 0       | 45    | 8     |
| 2019-2020             | Atalanta Bergame (prêt) | Serie A               | 35          | 9           | 1               | 0               | -                 | -                 | -          | -          | C1                             | 9                              | 3                              | -                   | -                   | 4       | 1       | 49    | 13    |
| 2020-2021             | Atalanta Bergame        | Serie A               | 25          | 6           | 3               | 0               | -                 | -                 | -          | -          | C1                             | 5                              | 0                              | -                   | -                   | 13      | 3       | 46    | 9     |
| 2021-2022             | Atalanta Bergame        | Serie A               | 37          | 13          | 2               | 0               | -                 | -                 | -          | -          | C1+C3                          | 5+4                            | 1                              | -                   | -                   | 12      | 2       | 60    | 16    |
| 2022-2023             | Atalanta Bergame        | Serie A               | 32          | 5           | 1               | 0               | -                 | -                 | -          | -          | -                              | -                              | -                              | -                   | -                   | 14      | 1       | 47    | 6     |
| 2023-2024             | Atalanta Bergame        | Serie A               | 34          | 6           | 5               | 1               | -                 | -                 | -          | -          | C3                             | 11                             | 1                              | -                   | -                   | 13      | 3       | 63    | 11    |
| 2024-2025             | Atalanta Bergame        | Serie A               | 34          | 3           | 2               | 0               | -                 | -                 | -          | -          | C1                             | 10                             | 3                              | 1                   | 0                   | 10      | 1       | 57    | 7     |
| Sous-total            | Sous-total              | Sous-total            | 230         | 47          | 19              | 3               | -                 | -                 | -          | -          | -                              | 48                             | 9                              | 1                   | 0                   | 70      | 12      | 368   | 71    |
| Total sur la carrière | Total sur la carrière   | Total sur la carrière | 353         | 73          | 34              | 6               | 1                 | 0                 | 2          | 0          | -                              | 68                             | 11                             | 1                   | 0                   | 78      | 12      | 537   | 102   |

## Palmarès

### En club
- AC Milan
  - Supercoupe d'Italie
    - Vainqueur : 2016
- Atalanta Bergame
  - Coupe d'Italie
    - Finaliste : 2019 et 2024

  - Ligue Europa
    - Vainqueur : 2024

### En sélection
- Croatie
  - Ligue des nations
    - Finaliste : 2023